# Hemicercopis
Hemicercopis är ett släkte av insekter. Hemicercopis ingår i familjen spottstritar.
Kladogram enligt Catalogue of Life:
| Hemicercopis | \| \| Hemicercopis simplex \| \| \| \| \| \| Hemicercopis translucida \| \| \| \| |
|              | \| \| Hemicercopis simplex \| \| \| \| \| \| Hemicercopis translucida \| \| \| \| |
|              | Hemicercopis simplex                                                              |
|              |                                                                                   |
|              | Hemicercopis translucida                                                          |
|              |                                                                                   |